# Cajazeiras
Cajazeiras là một đô thị thuộc bang Paraíba, Brasil. Đô thị này có diện tích 586,275 km², dân số năm 2007 là 57642 người, mật độ 97,7 người/km².